# Espalais
Espalais település Franciaországban, Tarn-et-Garonne megyében. Lakosainak száma 380 fő (2022. január 1.). Espalais Auvillar, Golfech, Merles, Saint-Loup, Saint-Michel és Valence községekkel határos.

## Népesség
A település népességének változása:
| Lakosok száma | 404  | 401  | 402  | 388  | 382  | 382  | 386  | 384  | 380  |
|               | 2013 | 2015 | 2016 | 2017 | 2018 | 2019 | 2020 | 2021 | 2022 |